# Treuttel & Würtz
Treuttel & Würtz war eine internationale Verlagsbuchhandlung mit Filialen in Straßburg, Paris und London.

## Geschichte
Treuttel & Würtz war eine 1796 in Paris durch Jean George Treuttel und Jean-Godefroi Würtz gegründete Verlagsbuchhandlung spezialisiert auf internationalen Buchhandel. Bei dem Unternehmen handelt sich um den Nachfolger von Johann Gottfried Bauer, der seit 1749 eine Verlagsbuchhandlung in Straßburg führte.
Treuttel & Würtz vermittelten deutsche Verlagsprodukte nach Frankreich und auch nach England. Während der von Napoleon 1806 verfügten Kontinentalsperre gegenüber dem Vereinigten Königreich durften sie mit einer Ausnahmegenehmigung weiterhin mit Großbritannien Handel treiben. Von 1817 bis 1833 besaß das Unternehmen eine Filiale in London. 
1841 verstarb Jean-Godefroi Würtz, der letzte der beiden Gründer. 1842 wurde das ausländische Sortimentsgeschäft an Friedrich Klincksieck verkauft. 1857 übernahm Georges Guillaume Édouard Jung die Verlagsbuchhandlung und führte sie unter dem Namen Ed. Jung-Treuttel mit Filialen in Leipzig und Paris. 1875 wurde das Leipziger Geschäft an Friedrich Loewe verkauft. Die Straßburger Filiale von Treuttel & Würtz ging 1934 Konkurs.
Die Verlagsbuchhandlung Treuttel & Würtz war um 1800 ein wichtiger Knotenpunkt des europäischen Austauschs. Der Verlag richtete sich mit Veröffentlichungen von Benjamin Constant, Johann Wolfgang von Goethe und Germaine de Staël an ein europaweites Publikum. Der Verlag wies zudem einen Schwerpunkt in wissenschaftlichen Veröffentlichungen auf: Jean-François Champollion, Jacob Reinbold Spielmann, Anton Ignaz Melling, Jean-Pierre Abel-Rémusat. Die Buchhandlung belieferte über ihre Filialen in Straßburg, Paris und London sowie ein umfangreiches Handelsnetzwerk Kunden in ganz Europa. Zu diesen Kunden zählten unter anderem Marc-René de Voyer de Paulmy d’Argenson, Anna Amalia von Braunschweig-Wolfenbüttel und Carl August von Sachsen-Weimar-Eisenach.